# Jan IV. z Pernštejna

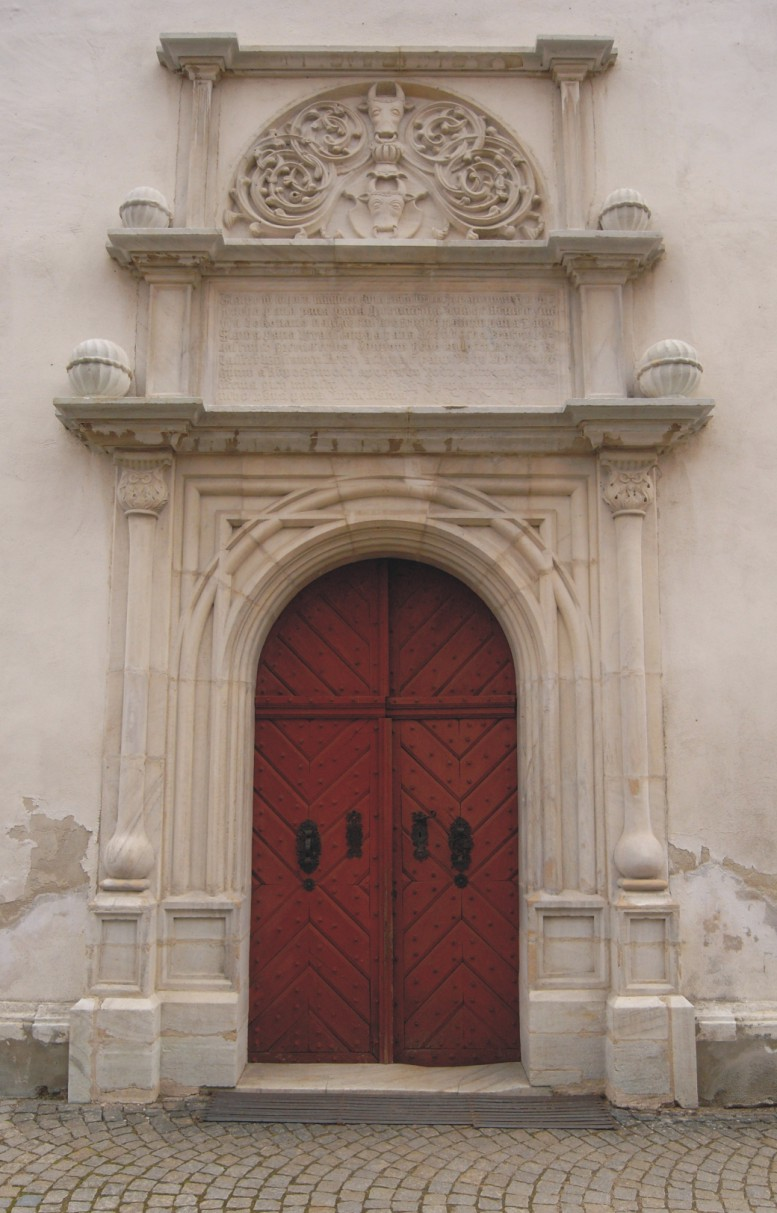
Portál kostela v Doubravníku, místa posledního odpočinku Jana z Pernštejna

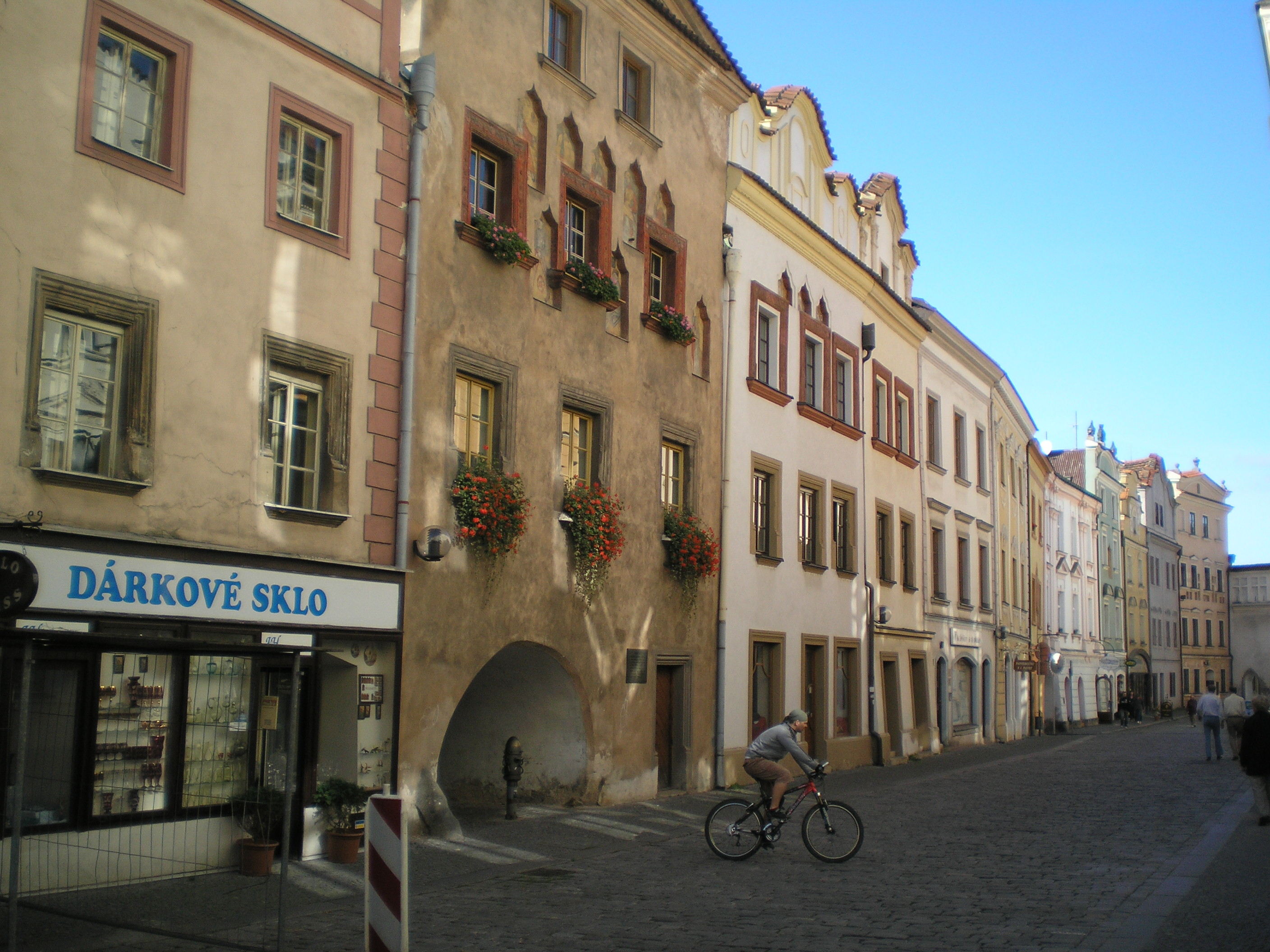
Perštýnská ulice, pardubická „královská cesta“ k zámku

Jan IV. z Pernštejna, zvaný Bohatý (14. listopadu 1487 – 8. září 1548 Hrušovany u Brna) byl moravský a český šlechtic a vůdce české stavovské nekatolické opozice. Opakovaně zastával úřad moravského zemského hejtmana a v letech 1537–1548 byl kladským hrabětem.

## Bohatství a moc
Jan z Pernštejna byl starším synem Viléma II. z Pernštejna, bratr Vojtěchův, po otci dědicem moravských statků. Ve svých devatenácti letech se stal nejvyšším komorníkem zemského soudu v Brně a krátce poté moravským zemským hejtmanem. Před rokem 1521 sídlil na hradě Tovačově, který dal opevnit a po němž se psal jako „Jan z Pernštejna na Tovačově.“ Po smrti svého otce se začal titulovat jako „Jan z Pernštejna na Helfštejně.“ Hrad Helfštejn se stal jeho hlavním sídlem, i když jako reprezentativní moravské sídlo nechal Jan zbudovat v letech 1522 až 1526 zámek v Prostějově. Stavební činnost rozvíjel i na svém rodovém hradě Pernštejně, který doznal raně renesančních přístaveb. Před hrozícím tureckým nebezpečím nechal ještě více opevnit hrady Helfštejn, Židlochovice, Tovačov a další. V letech 1528–1538 byl poručníkem těšínského knížete Václava III. Adama, kterého v roce 1525 na fryštátském zámku zasnoubil se svou dcerou Marií. Fakticky tak v tomto období vládl Těšínskému knížectví, ale vládu přesunul z Těšína do pohodlnější rezidence ve Fryštátě (dnes Karviná).

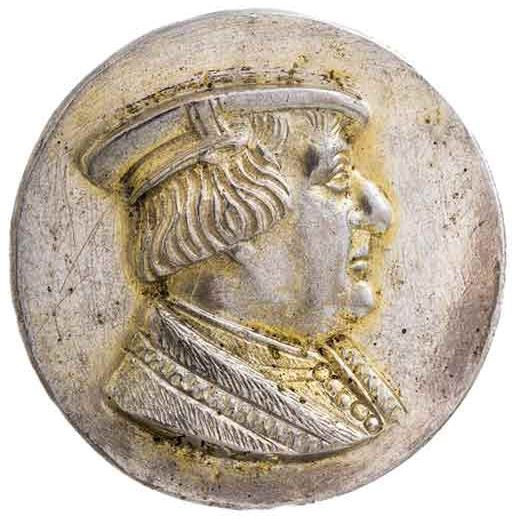
Stříbrná portrétní medaile Jana z Pernštejna (1543), lícní strana
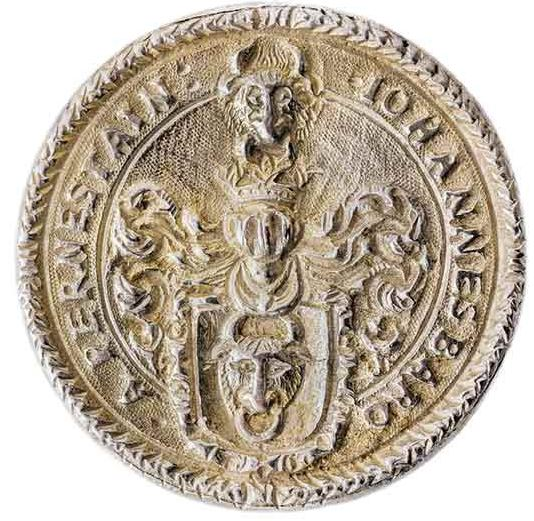
Stříbrná portrétní medaile Jana z Pernštejna (1543), rubní strana s erbem a opisem IOHANNES BARO A PERNESTAIN

## Proti turecké expanzi
Podílel se význačně na formování silné moravské zemské hotovosti proti Turkům, která však k bitvě, vedené králem Ludvíkem Jagellonským roku 1526 u Moháče nedorazila včas, což také částečně přispělo k porážce a smrti českého krále. Jan si to po zbytek života vyčítal.
Po smrti bratra Vojtěcha z Pernštejna 1534 převzal Jan i česká panství. V roce 1537 půjčil panovníkovi značnou finanční hotovost a za to převzal do zástavy kladské hrabství i s mincovnou, v níž od roku 1540 razil nevládní stříbrné tolary a zlaté dukáty. Stal se zdaleka nejbohatším magnátem v zemi. Byl jednou z vůdčích osobností české stavovské opozice a stál v čele české novoutrakvistické šlechty, hlásící se k reformaci luterského typu. Kolem roku 1543 byl mluvčím skupiny šlechty a duchovenstva, která usilovala o sjednocení nekatolíků v jednu zemskou církev. Chtěl tak sjednotit síly k obraně země proti tureckému nebezpečí. Král Ferdinand I. v tom ale viděl snahu podlomit úsilí o centralizaci moci a rekatolizaci a jednotnou reformační církev odmítl. Jan vedl mnoho politických jednání, z nichž řada se konala na pardubickém zámku. Těmito politickými a církevně společenskými aktivitami se vysvětluje, proč Jan z Pernštejna nechal na pardubickém zámku sál zvaný Mázhaus vyzdobit, ve světské stavbě nezvykle, nástěnným obrazem s náboženským motivem podle Lucase Cranacha st., představujícím antitezi Starého a Nového Zákona.

## Kostel a rodinná hrobka v Doubravníku
V letech 1535–1557 nechal Jan vybudovat v Doubravníku kostel Povýšení svatého Kříže. Pod presbytářem byla zřízena pernštejnská hrobka. Jedná se o honosný kostel, při jehož stavbě se nešetřilo mramorem.

## Přestavba města Pardubic
Když město Pardubice roku 1538 vyhořelo, pomohl je znovu vybudovat v tehdy nastupujícím renesančním slohu v nádherné rezidenční poddanské město. Domy byly zvýšeny o další patro a štíty nově upraveny a vyzdobeny. Ostění oken byla provedena po italském vzoru ze zdobných terakotových prefabrikátů. Tehdy se po Čechách říkalo „skví se jako Pardubice“.

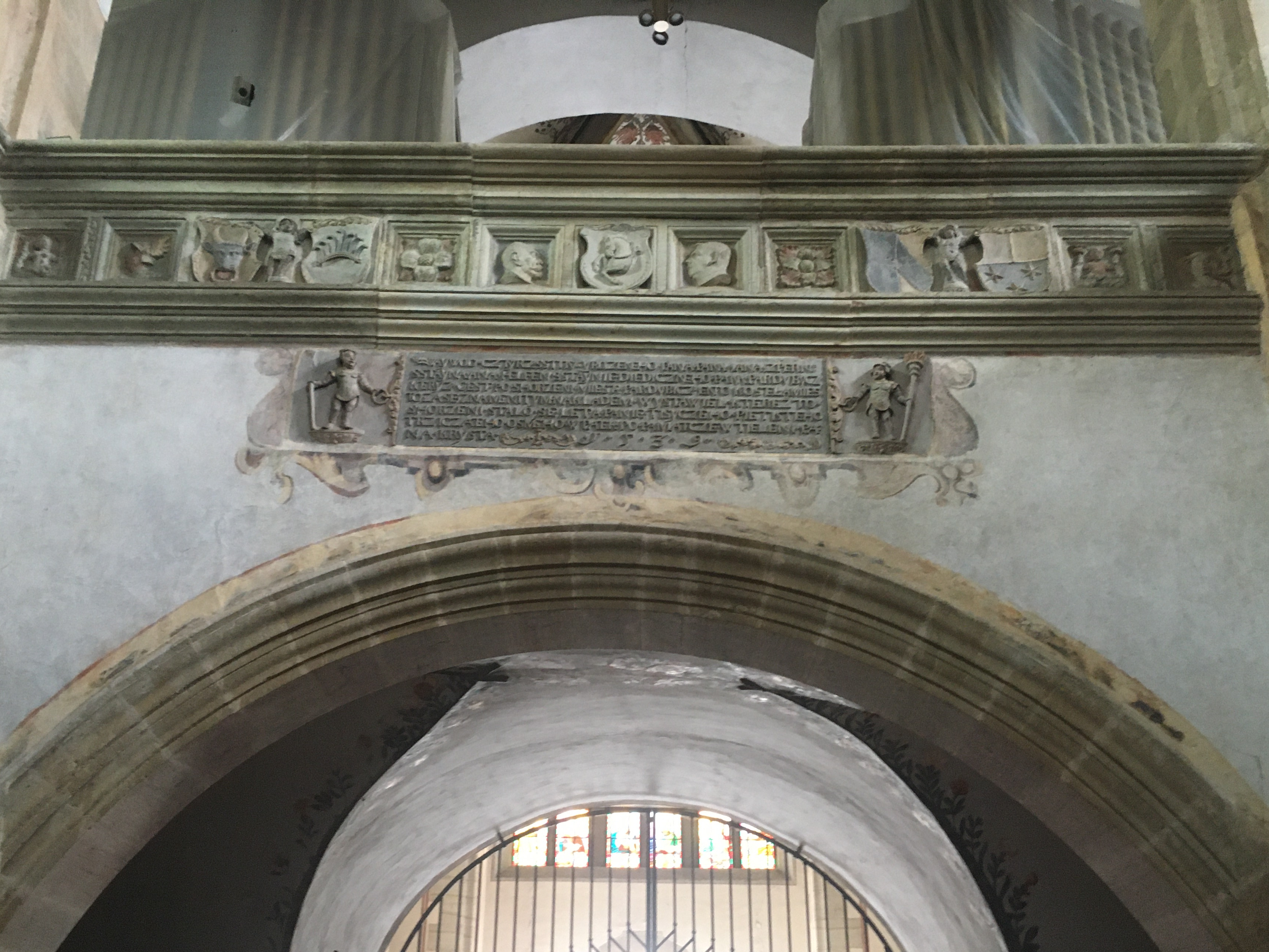
Portrétní reliéfy bratří Vojtěcha (1490-1534) a Jana (1487-1548) z Pernštejna na západní empoře kostela sv. Bartoloměje v Pardubicích s městským znakem a pamětním nápisem

## Závěr života a skon
Ke konci života se dostal do finančních obtíží způsobených vysokou daňovou zátěží a snahou i nad její rámec půjčkami finančně pomoci králi při obraně proti Turkům.
Své poslední dny trávil v Hrušovanech nad Jevišovkou, kde 8. září 1548 zemřel. Před smrtí údajně svým synům řekl, ať nikdy neprodávají hrad Pernštejn, kolébku jejich rodu. 12. září bylo jeho tělo převezeno na zámek v Židlochovicích a odtud přes Brno do Doubravníku, kde byl pohřben do rodinné hrobky.

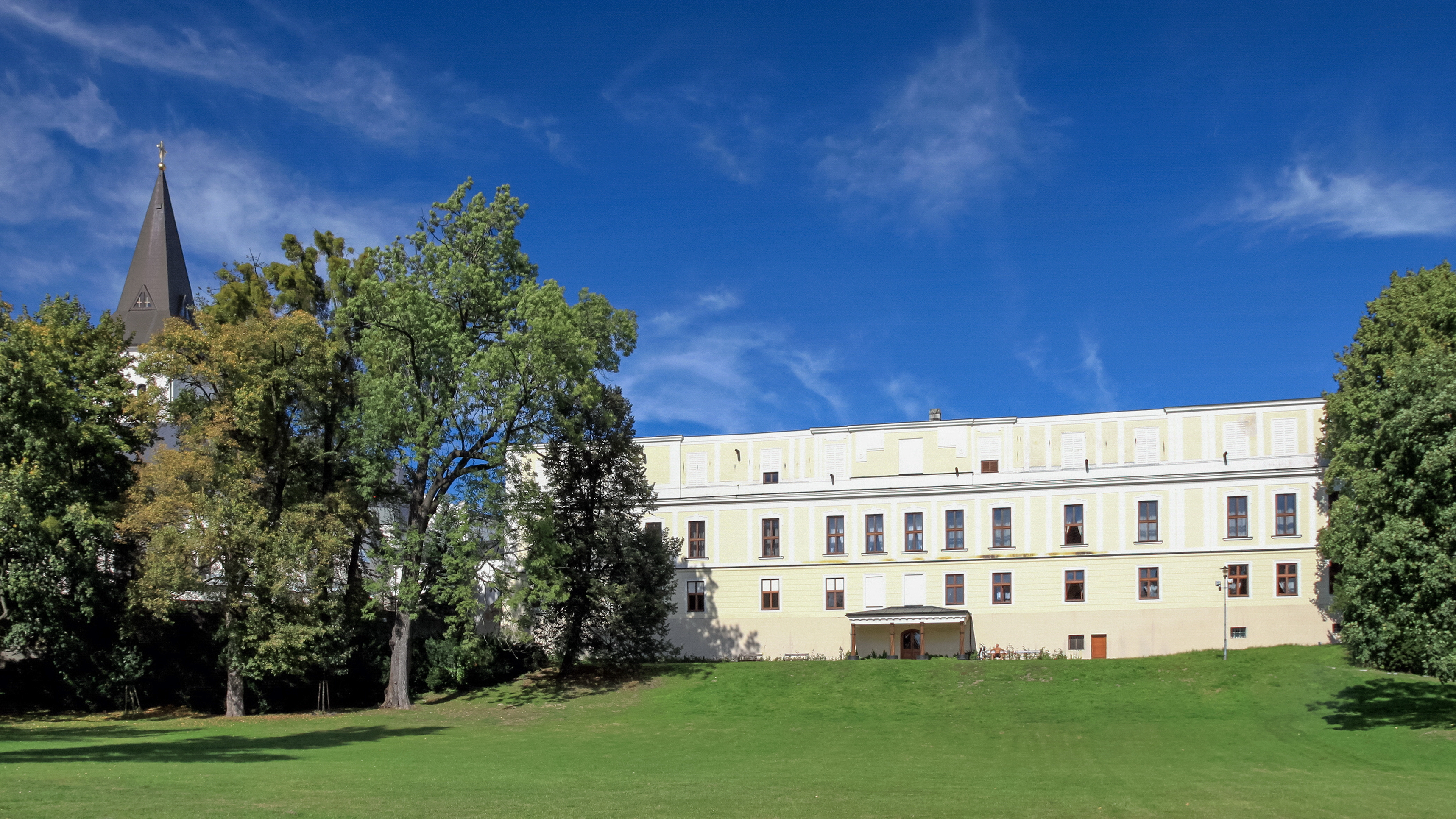
V letech 1528–1548 bylo Janovo těšínské sídlo na Fryštátském hradě
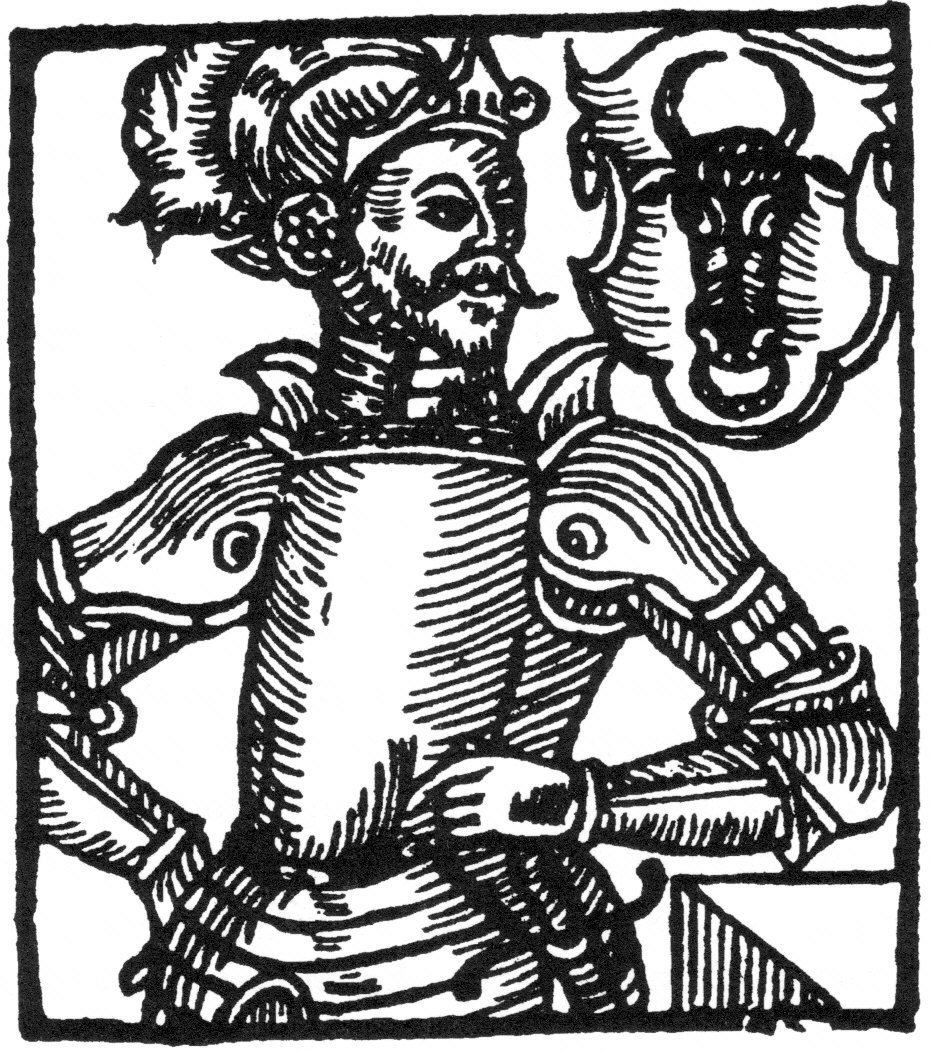
Jan z Pernštejna dle Paprockého Zrcadla slavného markrabství moravského